# Liste der portugiesischen Regionen nach Einwohnerzahl
Die Liste der portugiesischen Regionen nach Bevölkerung listet die 7 Regionen von Portugal nach ihrer Bevölkerungsentwicklung seit dem Jahr 2011. Alle Daten beruhen auf den offiziellen Bevölkerungsschätzungen des Instituto Nacional de Estatística.
| Position | Position          | Region                  | Bevölkerung (2021) | Prozent (der Gesamtbevölkerung) | Variation (seit 2020) |
| 2021     | Vergleich zu 2020 | Region                  | Bevölkerung (2021) | Prozent (der Gesamtbevölkerung) | Variation (seit 2020) |
| -------- | ----------------- | ----------------------- | ------------------ | ------------------------------- | --------------------- |
| 1        | ▬(0)              | Region Norte            | 3 609 978          | 34,6 %                          | ▲0,24 %               |
| 2        | ▬(0)              | Metropolregion Lissabon | 2 883 645          | 27,7 %                          | ▼0,04 %               |
| 3        | ▬(0)              | Region Centro           | 2 252 648          | 21,6 %                          | ▲0,58 %               |
| 4        | ▬(0)              | Region Alentejo         | 713 376            | 6,9 %                           | ▲0,61 %               |
| 5        | ▬(0)              | Region Algarve          | 469 983            | 4,5 %                           | ▲0,02 %               |
| 6        | ▬(0)              | Region Madeira          | 252 693            | 2,4 %                           | ▲0,31 %               |
| 7        | ▬(0)              | Region Azoren           | 238 794            | 2,3 %                           | ▲0,50 %               |
|          |                   | Portugal                | 10 421 117         | 100 %                           | ▲0,26 %               |

## Entwicklung
Die Liste zeigt die portugiesischen Regionen mit den jährlichen Gesamtbevölkerungsdaten seit 2011.
|      | Region Norte | Region Centro | Metropolregion Lissabon | Region Alentejo | Region Algarve | Region Azoren | Region Madeira | TOTAL       |
| ---- | ------------ | ------------- | ----------------------- | --------------- | -------------- | ------------- | -------------- | ----------- |
| 2011 | ▼3 683 871   | ▼2 329 587    | ▼2 823 329              | ▼755 353        | ▼452 321       | ▼247 095      | ▼267 394       | ▼10 558 950 |
| 2012 | ▼3 662 884   | ▼2 310 828    | ▼2 820 092              | ▼747 933        | ▼451 078       | ▼246 424      | ▼264 650       | ▼10 503 889 |
| 2013 | ▼3 640 801   | ▼2 290 675    | ▼2 815 667              | ▼739 913        | ▼449 952       | ▼245 336      | ▼261 748       | ▼10 444 092 |
| 2014 | ▼3 618 807   | ▼2 272 517    | ▲2 820 766              | ▼732 178        | ▲449 965       | ▼243 271      | ▼257 617       | ▼10 395 121 |
| 2015 | ▼3 605 791   | ▼2 259 588    | ▲2 829 408              | ▼725 914        | ▲451 679       | ▼241 653      | ▼254 521       | ▼10 368 554 |
| 2016 | ▼3 596 590   | ▼2 246 203    | ▲2 836 906              | ▼719 058        | ▲453 300       | ▼240 108      | ▼252 313       | ▼10 344 478 |
| 2017 | ▼3 592 401   | ▼2 235 005    | ▲2 849 085              | ▼713 125        | ▲456 113       | ▼238 964      | ▼251 077       | ▼10 335 770 |
| 2018 | ▼3 591 630   | ▼2 226 188    | ▲2 859 422              | ▼708 434        | ▲459 597       | ▼237 828      | ▼250 397       | ▼10 333 496 |
| 2019 | ▲3 600 042   | ▲2 229 958    | ▲2 884 800              | ▼707 159        | ▲465 610       | ▼237 113      | ▲250 713       | ▲10 375 395 |
| 2020 | ▲3 601 434   | ▲2 239 686    | ▼2 884 695              | ▲709 074        | ▲469 892       | ▲237 616      | ▲251 900       | ▲10 394 297 |
| 2021 | ▲3 609 978   | ▲2 252 648    | ▼2 883 645              | ▲713 376        | ▲469 983       | ▲238 794      | ▲252 693       | ▲10 421 117 |